# Danube Wings
Danube Wings war eine slowakische Fluggesellschaft mit Sitz in Bratislava und Basis auf dem Flughafen Bratislava.

## Geschichte
Danube Wings wurde im Jahr 2008 von VIP WINGS gegründet und nahm sukzessive Linien- und Charterdienste auf.
Im Januar 2013 wurde die Streichung der saisonal bedienten innerfranzösischen Routen bekannt gegeben. Im Oktober desselben Jahres gab Danube Wings die sofortige Streichung ihrer letzten verbliebenen Linienverbindung von Bratislava nach Košice bekannt. Es würden fortan ausschließlich noch Charterflüge durchgeführt. Zeitgleich wurde jedoch berichtet, dass die Gesellschaft ihre Kontaktmöglichkeiten abgeschaltet habe.
Im Dezember 2013 wurde schließlich von der vollständigen Betriebseinstellung berichtet.

## Flugziele
Seit Anfang Oktober 2013 bot Danube Wings nur noch Charterflüge an. Zuvor bediente sie ein wechselndes Netz zwischen zahlreichen europäischen Städte- und Urlaubszielen. Sie flog beispielsweise von Bratislava nach London, Brüssel, Warschau und Mailand sowie Split, Zadar und Rijeka in Kroatien an. Auch Inlandsflüge innerhalb der Slowakei wurden angeboten. Mitte 2012 übernahm Danube Wings zudem von der insolventen Fluggesellschaft Wind Jet die Strecke Köln-Rimini. Seit 27. Juli 2012 bediente sie auch die Strecke Cambridge-Dole. Neben Cambridge bediente Danube Wings ab Dole auch Girona, Nizza und Bastia.

## Flotte
Mit Stand Oktober 2013 bestand die Flotte der Danube Wings aus zwei Flugzeugen:
- 2 ATR 72-200